# Alge

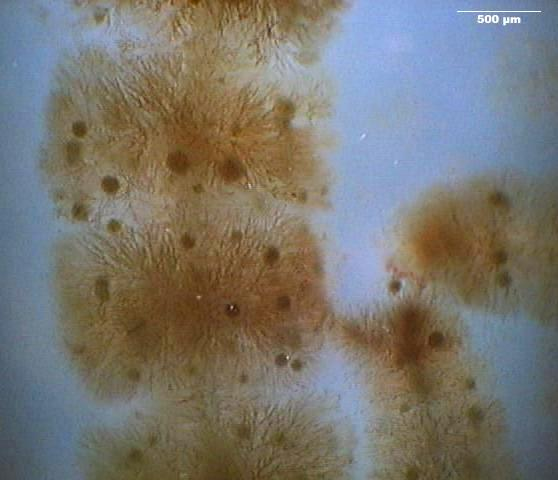
Batrachospermum moniliforme, eine im Süßwasser lebende Rotalge

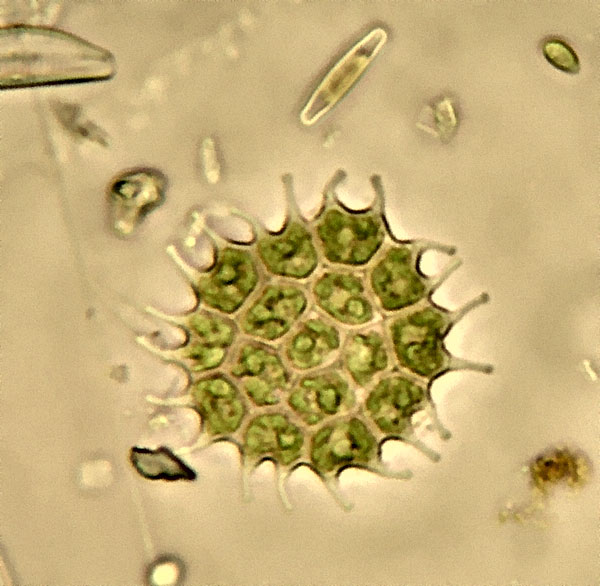
Kolonie der Grünalge Pediastrum (lichtmikroskopische Aufnahme)

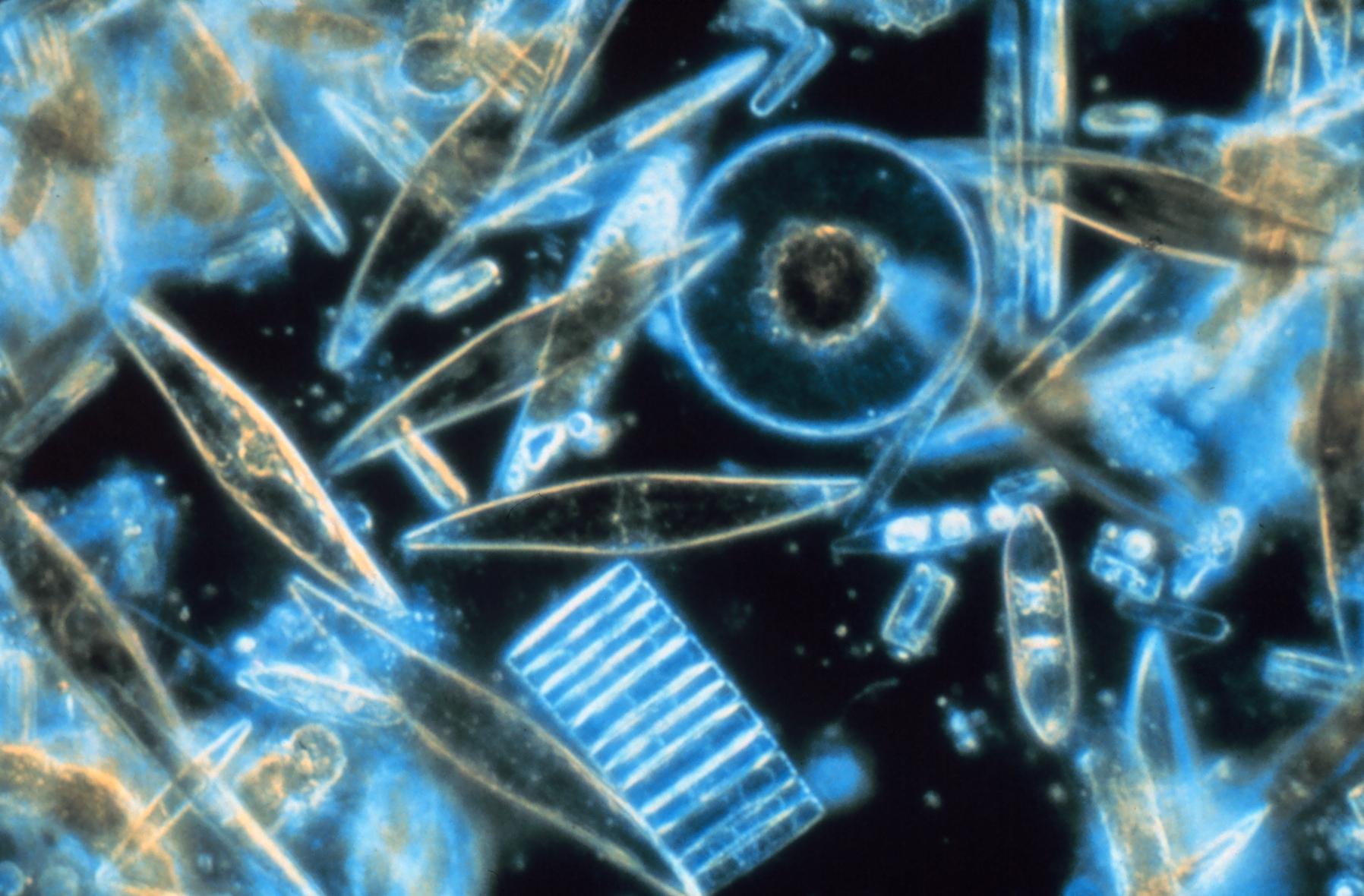
Einige Arten von Kieselalgen mit variierender Größe, Form und Farbe (lichtmikroskopische Aufnahme)

Die Bezeichnung Alge (lateinisch alga = „Seegras“, „Tang“) wird auf verschiedene eukaryotische Lebewesen angewendet, die zumeist im Wasser leben und Photosynthese betreiben. Dazu gehören auch zahlreiche photosynthetische Protisten. Algen stellen keine monophyletische Verwandtschaftsgruppe im Sinne der biologischen Systematik dar. Gleichwohl wird die Sammelbezeichnung Alge auch in der Biologie verwendet.
Traditionell werden Cyanobakterien als „Blaualgen“ bezeichnet, da sie aufgrund von äußerlichen Ähnlichkeiten zunächst den Algen zugeordnet wurden. Als Bakterien gehören sie jedoch zu den Prokaryoten und sind Gegenstand der Bakteriologie. Sie werden nur aus historischen Gründen teilweise noch in der Botanik behandelt.
Zur Bezeichnung der Algenkunde werden zwei gleichbedeutende Fremdwörter verwendet: Algologie oder Phykologie (griechisch φῦκος phykos „Tang“). Die Sektion Phykologie der Deutschen Botanischen Gesellschaft wählt jährlich eine Alge des Jahres.

## Vielfalt der Algen

### Makroalgen und Mikroalgen
Anhand ihrer Größe kann man Algen in zwei Gruppen einteilen. Als Mikroalgen werden mikroskopisch kleine Arten zusammengefasst, zu ihnen gehören insbesondere einzellige Formen.
Die Makroalgen (Großalgen) sind dagegen mit bloßem Auge erkennbar, ihre Länge reicht von wenigen Millimetern bis zu 60 Metern. Die meisten Großalgen leben im Meer (Seetang). Im Süßwasser zählen beispielsweise die Armleuchteralgen zu den Makroalgen.

### Lebensräume und Lebensweise

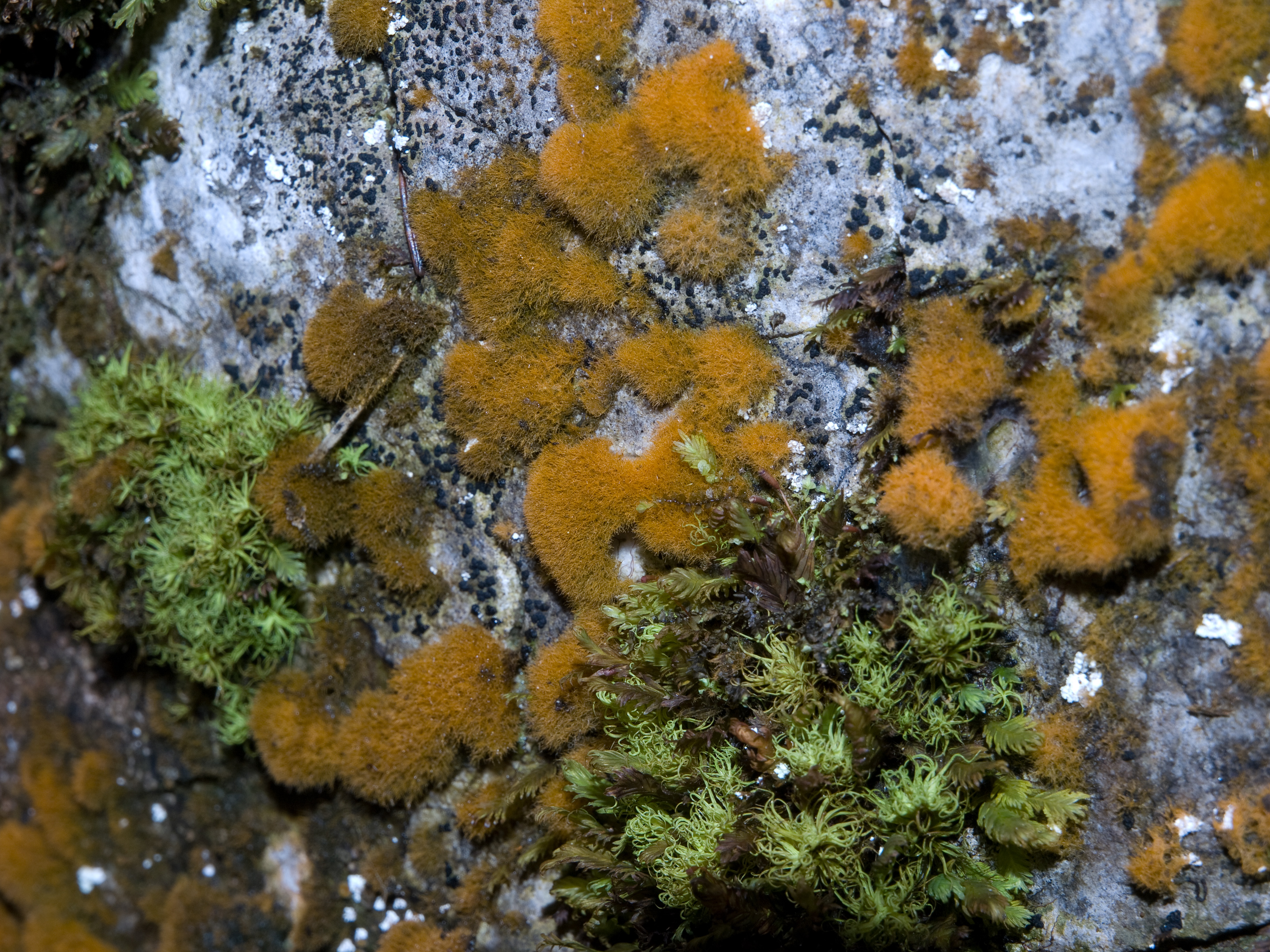
Trentepohlia aurea: eine weit verbreitete, orangerote Luftalge

#### Meeresalgen und Süßwasseralgen
Man findet Algen hauptsächlich in den lichtdurchdrungenen Schichten der Meere und in allen Lebensräumen des Süßwassers. Im Wasser frei schwebende Algen bilden das Phytoplankton, den photoautotrophen Teil des Planktons. Auch das Phytobenthos, die „Pflanzen“ der Gewässerböden, wird hauptsächlich durch Algen gebildet. Als Tang bezeichnet man große Makroalgen, die teilweise ausgedehnte Tangwälder in den Küstenbereichen der Meere bilden.
Die Mikroalgen des Meeres sind in ihrer ökosystemaren Gesamtheit mixotroph. Sie betreiben zwar Photosynthese, beziehen jedoch ein Viertel ihrer Biomasse aus dem Verzehr von Bakterioplankton. Mixotrophie ist auch von vielen im Süßwasser vorkommenden, als Algen bezeichneten Protisten bekannt, etwa dem „Augentierchen“ Euglena.

#### Algen in weiteren Lebensräumen
Ein kleinerer Teil der Algen hat sich durch Anpassung an (temporäre) Trockenheit auf Lebensräume außerhalb von Wasserkörpern spezialisiert:
- Luftalgen (Aerophyten) wachsen auf exponierten Oberflächen wie Baumstämmen oder Felsen. Sie können diese oberflächlich bunt färben. Optional treten sie an ähnlichen Standorten auch als Endosymbiont in Flechten auf. Ein Beispiel ist die in Mitteleuropa häufige Gattung Trentepohlia.
- Bodenalgen (terrestrische Algen) leben auf oder in Böden. So ist etwa die Grünalge Fritschiella ein Vertreter der Bodenlebewesen.
- Schneealgen haben sich auf langsam abtauende Schneefelder in Gebirgen und Polarregionen spezialisiert und bilden dort im Sommer etwa das Phänomen des Blutschnees.

#### Symbiosen
Insbesondere einzellige Algen gehen auch Symbiosen ein, zum Beispiel als Zooxanthellen in manchen Meerestieren, die dadurch unabhängig von äußerer Nahrungszufuhr werden oder einfach Tarnung erhalten. Am intensivsten gediehen ist die Symbiose zwischen Algen und Pilzen bei den Flechten. Diese stellen echte Doppelwesen dar, die gemeinsame Vermehrungsorgane ausbilden.

### Morphologische Organisationsstufen

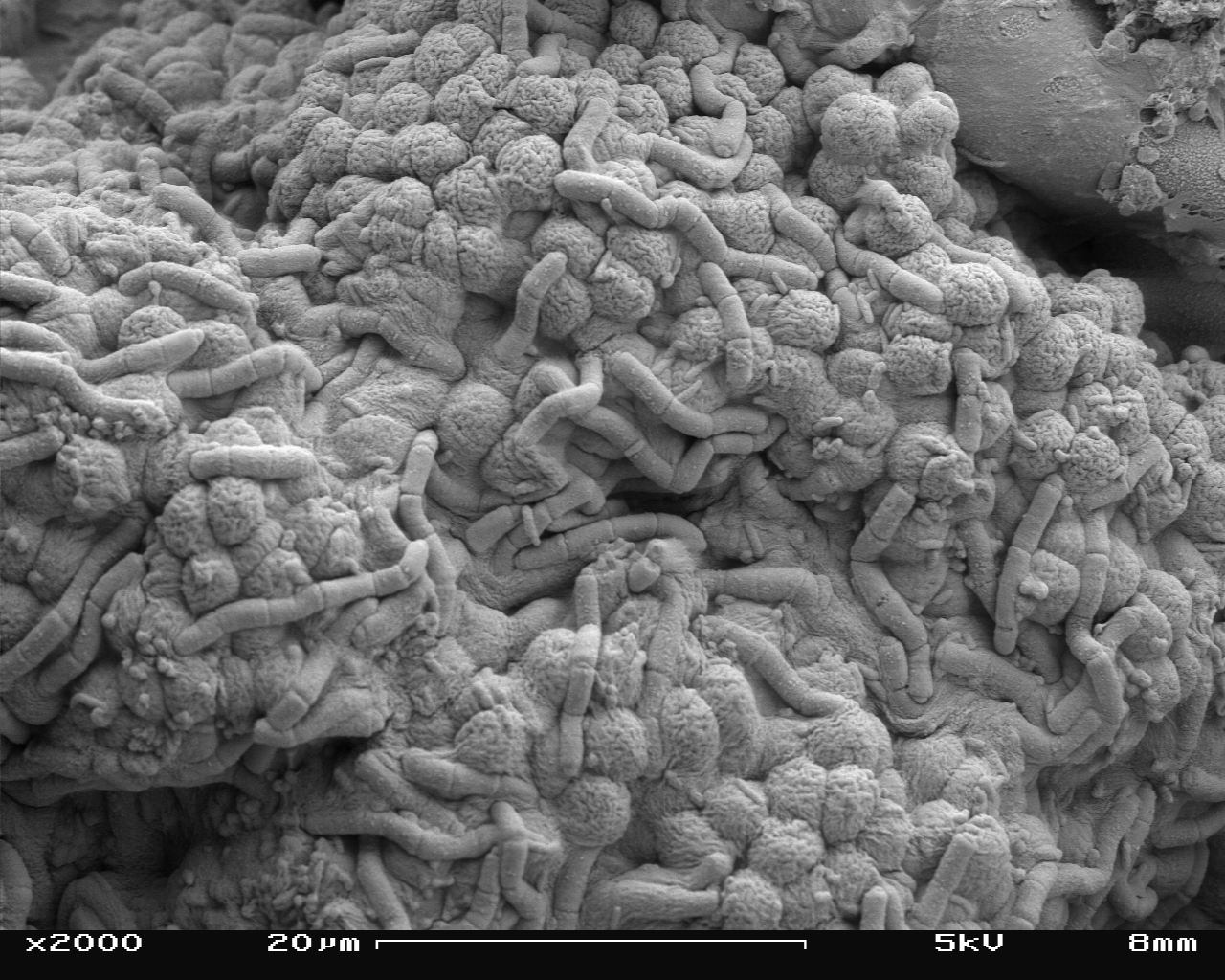
Kokkale Grünalgen und Stäbchenbakterien (sekundärelektronenmikroskopische Aufnahme)

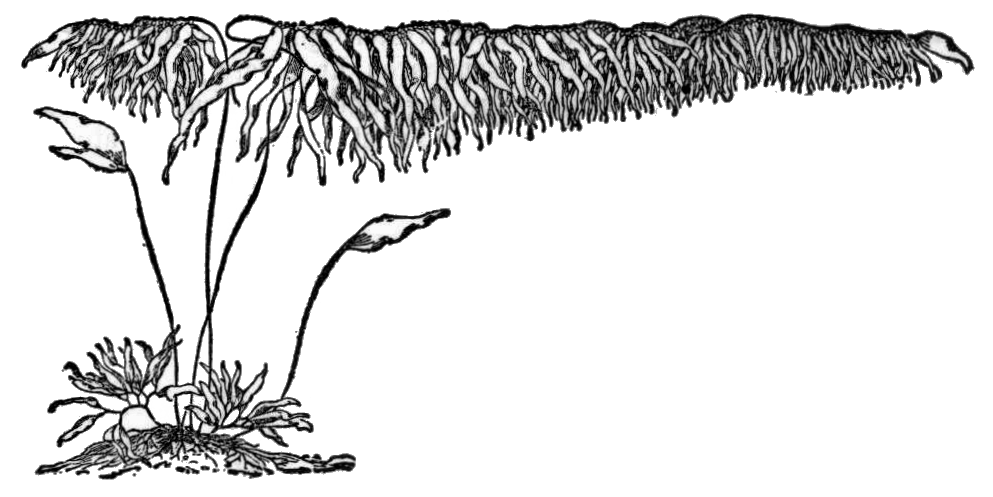
Thallöser Riesentang:
oben Phylloid, Mitte Cauloid, unten Rhizoid

Eine Organisationsstufe umfasst Gruppen von Algen mit gemeinsamen morphologischen Merkmalen der Individuen (etwa die äußere Zellbeschaffenheit oder die Zellanordnung bei Mehrzellern betreffend), unabhängig von ihrer tatsächlichen Verwandtschaft. Die Organisationsstufen wurden in der klassischen Systematik der Algen zur künstlichen Unterteilung der verschiedenen Klassen in Ordnungen genutzt.
Man unterscheidet zwischen folgenden Stufen (Auswahl):
- monadoide oder monadale Stufe: Algen, die hierzu gezählt werden, sind begeißelte Einzeller. Die monodale Stufe ist also den Flagellaten gleichzusetzen. Sie ist bei fast allen Gruppen der Algen vorhanden, sie fehlt nur bei den Rotalgen, Schmuckalgen und den Pennales (eine Teilgruppe der Kieselalgen).
- rhizopodial oder amöboid: Es handelt sich um unbegeißelte, amöboide Einzeller, die keine Zellwand besitzen. Die Fortbewegung erfolgt kriechend durch Pseudopodien, also durch Ausstülpungen des Zellplasmas. Einige Gattungen der Goldalgen sind als Beispiel anzuführen.
- monadoide, koloniebildende Stufe: Es handelt sich um begeißelte Einzeller, die in einer Gallerte zusammengehalten werden und eine Zellkolonie bilden. Es besteht bereits eine Tendenz zur Zelldifferenzierung. Während Gonium sacculiferum noch aus vier gleichen „Chlamydomonas-ähnlichen“ Einzelzellen besteht, findet man bei Kolonien aus mehreren tausenden Zellen der Gattung Volvox bereits vegetative und Geschlechtszellen.
- capsal (kapsal, tetrasporal oder palmelloid): unbegeißelte Einzeller, die nach der Teilung von einer Gallerthülle zusammengehalten werden. Es entstehen Coenobien, Verbände aus eigenständigen Einzelzellen. Ein Beispiel ist Tetraspora.
- kokkal (coccal): Einzeller ohne Eigenbewegung (ohne Geißeln), die eine verdickte Zellwand besitzen. Die Algen der Gattung Chlorococcum (Grünalgen) besitzen im vegetativen Zustand keine Geißeln, die Organisationsstufe ist kokkal. Nur bei der Vermehrung werden begeißelte Einzeller, die Zoosporen, gebildet. Fast alle Kieselalgen, bei denen die Zellwand aus Siliziumdioxid („Kieselsäure“) besteht, zählen zu dieser Organisationsstufe.
- trichal: Algen dieser Stufe bilden mehrzellige, fadenförmige Vegetationskörper. Die einzelnen Zellen sind durch Zellwände voneinander getrennt. Die Zellfäden entstehen durch Zellteilungen in nur einer Ebene (also sozusagen eindimensional). Es können auch Verzweigungen gebildet werden. Die Schraubenalge sei als Beispiel genannt.
- thallös: Es wird durch Zellteilungen in verschiedenen Raumrichtungen (dreidimensional) ein Thallus gebildet. Dieser kann scheinbar in Gewebe unterteilt sein. Der Thallus vieler Braunalgen ist in Rhizoid (analog zu den Wurzelgewebe), Cauloid (entspricht der Sprossachse) und Phylloid (blattähnlich) gegliedert. Thallöse Algen können große Vegetationskörper bilden. So hat der Riesentang eine Länge von bis zu 60 Meter.
- siphonal: Der Körper enthält viele Zellkerne, ist aber nicht durch Zellwände in Zellen untergliedert (Coenoblast). Er entsteht durch vielfache Kernteilungen in mehreren Raumebenen ohne Bildung trennender Wände. Der siphonale Thallus kann schlauch- oder blasenförmig oder, wie bei der Schirmalge, morphologisch in verschiedene Organe ausdifferenziert sein. Dabei erreicht etwa der im Mittelmeer eingeschleppte siphonale Tang Caulerpa taxifolia eine Höhe von 60 cm. In der Systematik wurden die Algen dieser Organisationsstufe früher als Siphonales zusammengefasst.

### Die wichtigsten Gruppen der Algen

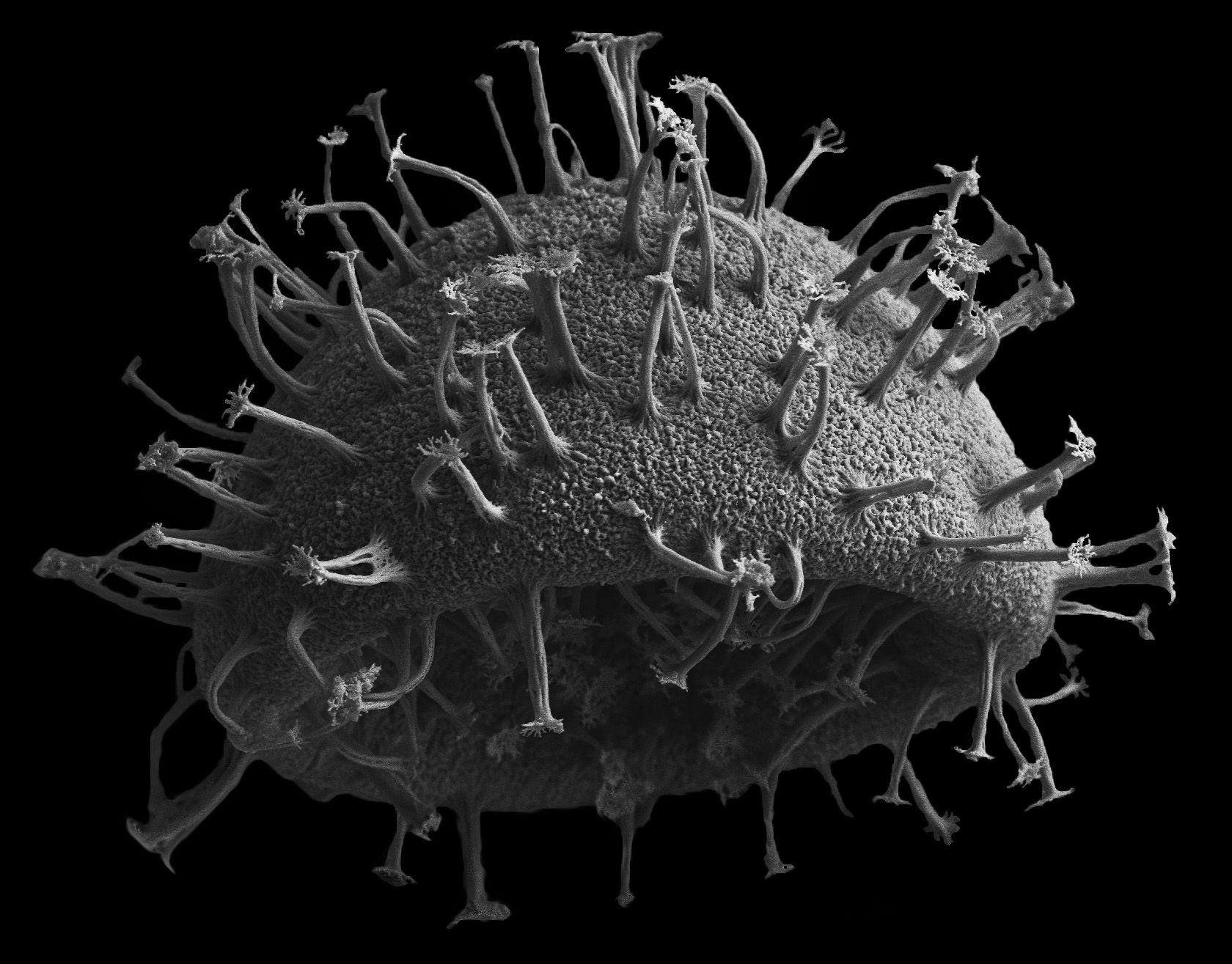
Mikroalge aus der Gruppe der Dinoflagellaten (Foto: Irina Moroz)

Da die Algen keine natürliche Gruppe darstellen, folgt hier eine Aufstellung von Taxa, in denen Algen vorkommen (unvollständig):
- Glaucophyta: einzellig oder kleine, undifferenzierte Zellkolonien, im Süßwasser
- Haptophyta: leben vor allem marin
- Schlundgeißler (Cryptista): meist einzellig, Meer- und Süßwasserbewohner
- Euglenozoa (Euglenophyta): bekannt ist das „Augentierchen“ Euglena
- Dinozoa (s. Dinoflagellaten), ca. 1100 Arten: braune (das grüne Chlorophyll wird durch rote Fucoxanthine überdeckt), einzellige, begeißelte Zellen mit einer seitlichen und einer basalen (am hinteren Pol) Geißel. Sie besitzen innerhalb der Zellmembran einen festen Zellulosepanzer. Sie leben marin oder limnisch. Viele haben spezielle Schwebeeinrichtungen.
- Raphidophyceae (Chloromonadophyceae): meist im Süßwasser vorkommend
- Chlorarachniophyta: marin, es gibt 6 bekannte Gattungen
- Gelbgrüne Algen (Xanthophyceae): leben nur im Süßwasser
- Goldalgen (Chrysophyta): selten marin, meist im Süßwasser vorkommend mit einer oder zwei apikalen (= an der Spitze sitzenden) Geißeln. Viele von ihnen bilden Kolonien.
- Kieselalgen (Bacillariophyta, auch Diatomeen genannt): vorwiegend im Meer lebend
- Braunalgen (Phaeophyta), ca. 1500 Arten: fast ausschließlich marin, kleine, zart gebaute, fädige, bis sehr große, außerordentlich widerstandsfähige, derbe Organismen.
- Rotalgen (Rhodophyta): vorwiegend in der Litoralzone des Meeres, auch in kalten sauberen Bächen
- Grünalgen (Chlorophyta), ca. 8000 Arten: Meer (2/5 aller Arten), Süßwasser (3/5 aller Arten) und auch landlebende Vertreter

In der klassischen Einteilung der Algen werden die Chloromonadophyta, Gelbgrünen Algen, Goldalgen, Kieselalgen und die Braunalgen als Klassen zu der Gruppe Heterokontophyta gestellt.
Taxa der phylogenetischen Systematik, in denen Algengruppen vorkommen:
- Excavata: Zu ihnen werden die Euglenozoa gestellt.
- Stramenopile (auch als Chromista bezeichnet): In dieser Gruppe werden die Haptophyta, Cryptophyta, Chlorarachniophyta und Heterokontophyta eingeordnet.
- Alveolata: Zu den Alveolata werden die Dinoflagellata gestellt.
- Archaeplastida: Die Grünalgen (Chlorophyta und Charophyta), die Glaucophyta und die Rotalgen werden zu den Archaeplastida zusammengefasst. Zu dieser Verwandtschaftsgruppe zählen außerdem die („höheren“) Pflanzen (Embryophyta).

### Zahl der Arten
Die Zahl der Algenarten ist unbekannt und kann nur geschätzt werden. Die einzelnen Schätzungen weichen stark voneinander ab und reichen von 30.000 bis zu mehr als einer Million Arten. Auch Schätzungen zur Zahl der Arten in bestimmten Regionen oder innerhalb einzelner Gruppen der Algen sind unsicher. Allein für Kieselalgen kamen mehrere Autoren auf hohe geschätzte Zahlen von mehr als 200.000 Arten.
Die Unsicherheit der Schätzungen beruht unter anderem darauf, dass verschiedene Ansichten darüber bestehen, welche Organismen zu den Algen zu zählen sind und wie Algenarten voneinander abzugrenzen sind. Eine Studie aus dem Jahr 2012 kam mit einem vorsichtigen, konservativen Ansatz auf eine geschätzte Gesamtzahl von 72.500 Algenarten. Bis zum Juni 2012 seien rund 44.000 Namen für Algenarten veröffentlicht und 33.248 von AlgaeBase erfasst worden.

## Algen in den Weltmeeren
In den Weltmeeren bildet sich Phytoplankton sehr gehäuft in der Arktis und in den küstennahen Schelfmeeren. Sehr wenig Phytoplankton gibt es im subtropischen Bereich. Ein Forschungsergebnis aus 2016 legt allerdings nahe, dass die Phytoplanktonaktivität im subtropischen Bereich viel höher als bislang vermutet ist. Der Anteil an Plankton lässt sich durch Satellitenaufnahmen mit Spezialkameras aus dem Weltraum abschätzen. Die Algen des Phytoplanktons sind zwischen einem tausendstel Millimeter und einem halben Millimeter groß. Winzige Planktontierchen (Zooplankton) fressen in den Weltmeeren die Algen. Ein großer Teil der Algen stirbt ab und sinkt zusammen mit den Ausscheidungen des Zooplanktons als Meeresschnee auf den Meeresgrund.
Meeresalgen haben vermutlich einen sehr wichtigen Einfluss für die Bindung des Kohlendioxids aus der Atmosphäre. Es wird geschätzt, dass jährlich 45 bis 50 Gigatonnen Kohlenstoff des Kohlendioxids in Phytoplanktonbiomasse gebunden werden. Man nimmt an, dass nach dem Absterben dieses Phytoplankton in die Tiefe des Meeres sinkt und durch den mikrobiellen Abbau entstehendes Kohlendioxid gebunden bleibt. Etwa 15 Prozent des im Phytoplankton assimilierten Kohlenstoffs – also etwa 8 Gigatonnen – sinken in die Tiefe. Ohne das Phytoplankton der Meere läge die Kohlendioxidkonzentration in der Atmosphäre vermutlich statt bei 365 ppm bei 565 ppm. Das Phytoplankton wirkt also als Kohlenstoffpumpe, indem es Kohlendioxid aus der Luft und aus wässriger Lösung bindet und den Kohlenstoff in die Tiefsee verfrachtet.
Aus dem abgestorbenen Phytoplankton, das in die Tiefsee abgesunken ist und dort unter hohem Druck steht, entsteht nach vielen Jahrtausenden schließlich Erdöl und Erdgas.
Wissenschaftler haben herausgefunden, dass die Algenproduktion im Meerwasser durch Zugabe von Eisenionen erheblich zunimmt. Eine derartige Eisendüngung könnte zu einer verstärkten Einlagerung von Kohlenstoff aus atmosphärischem Kohlendioxid in den Meeresboden durch absinkende Algen führen.

## Kultivierung
Die Kultivierung von marinen Großalgen (Makroalgen) im Meer, in Aquakulturen oder in Photobioreaktoren gewinnt an Bedeutung.
In List auf der Insel Sylt gab es eine von der Deutschen Bundesstiftung Umwelt finanzierte, unter Leitung von Klaus Lüning vom Alfred-Wegener-Institut für Polar- und Meeresforschung durchgeführte Versuchskultivierung von marinen Rot- und Braunalgen, primär Vertreter der Gattungen Palmaria und Laminaria. Die kommerzielle Herstellung von Makroalgen erfolgte ab 2006 durch die Sylter Algenfarm GmbH unter Leitung von Lüning. Seit 2019 führt die AlgenProjekt Meeresalgenland UG die landgestützte Produktion mariner Makroalgen in Deutschland fort.
Seit dem Jahr 1999 existiert in Deutschland eine weltweit einzigartige Produktionsanlage für Mikroalgen in Klötze. In dieser wird, unter Leitung von Steinberg, die Grünalge Chlorella vulgaris in einem 500 km langen patentierten Glasröhrensystem kultiviert.

## Nutzung

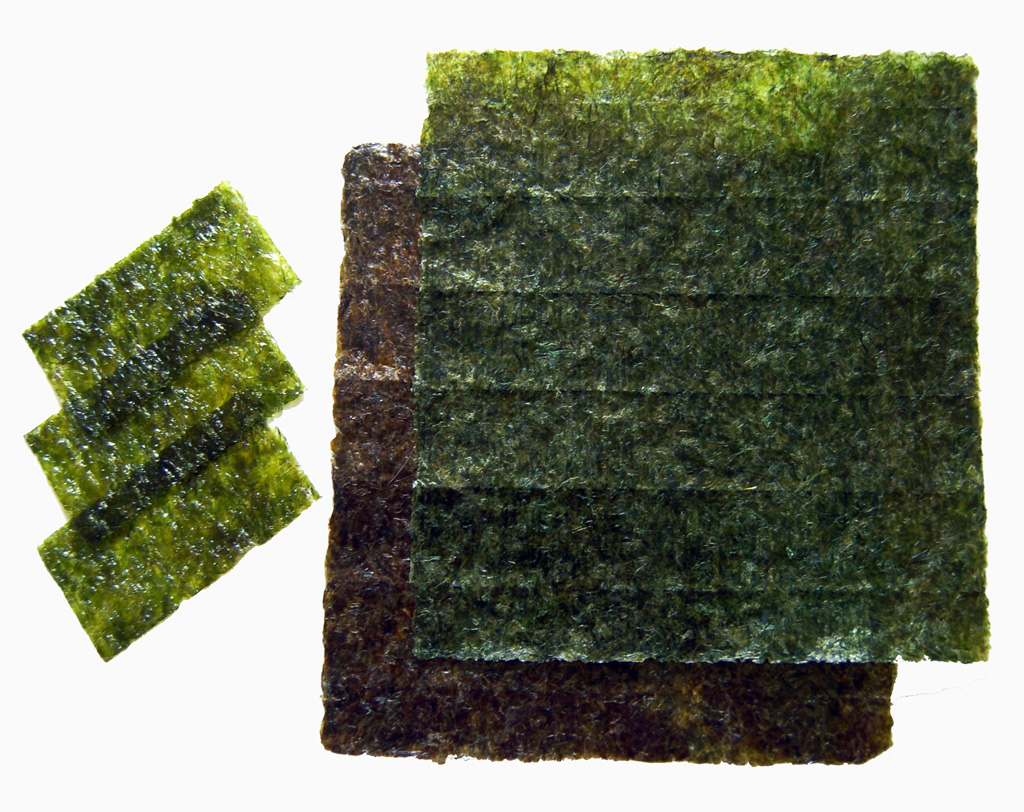
Getrocknete Nori-Algen

Algen und ihre Inhaltsstoffe können für vielfältige Zwecke verwendet werden. Teilweise erfolgt die Gewinnung direkt aus dem Meer, teilweise aus Anlagen, in denen Algen kultiviert werden. Nur ca. 160 Arten der Algen werden industriell genutzt, unter anderem als Nahrungsmittel.

### Algen als Nahrungsmittel
Der Schwerpunkt der Nutzung von Algen als Nahrungsmittel liegt in Südostasien, wo jährlich ca. 9 Millionen Tonnen verzehrt werden. Verschiedene große Algenarten (Makroalgen) werden roh als Salat oder gedünstet als Gemüse verzehrt. In Ländern wie Japan ist der Anbau von Rotalgenarten (z. B. für Sushi) ein bedeutender Wirtschaftszweig.
Algen besitzen einen sehr hohen Anteil an Mineralstoffen und Spurenelementen. Ein hoher Anteil an Kohlenhydraten, ungesättigten Fettsäuren oder Beta-Carotinen sind Argumente für die Verwendung weiterer Algensorten als Nahrungsmittel.
Da insbesondere getrocknete Meeresalgenprodukte aus Asien sehr viel Iod enthalten können, ist bei häufigem Verzehr Vorsicht geboten. Die deutschen Verbraucherzentralen warnen vor Produkten, auf denen genaue Angaben zum Iodgehalt und zur maximalen Verzehrmenge fehlen.

### Energetische Nutzung

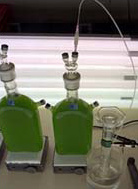
Herstellung von Biowasserstoff mittels Algen im Labormaßstab

Verschiedene Möglichkeiten zur energetischen Nutzung von Algen, z. B. als Algenkraftstoff (Biokraftstoff), werden untersucht. Zum Teil wird dies mit umwelttechnischen Anwendungen verknüpft:
- Hans Gaffron hat bereits 1939 ein Verfahren entwickelt, um mit Hilfe von Grünalgen der Gattung Chlamydomonas reinhardtii Wasserstoff (Biowasserstoff) zu produzieren. Dazu kann ein Algenreaktor oder Photobioreaktor verwendet werden.
- Aus bestimmten Algen lässt sich Biodiesel herstellen. Die Algen-Biomasse könnte zu Biogas vergoren oder in geeigneten Anlagen thermisch genutzt werden. Das bei der Kultivierung der Algen notwendige CO2 kann beispielsweise mit den Abgasen von Kraftwerken bereitgestellt werden.

### Aquaristik
Einige Algenarten finden in der Aquaristik als Zierpflanzen Verwendung. In der Süßwasseraquaristik ist beispielsweise die Art Aegagropila linnaei recht verbreitet, die häufig unter dem irreführenden Namen „Mooskugel“ verkauft wird. Einige Arten von Makroalgen (bspw. aus der Gattung Caulerpa) werden gelegentlich in der Meerwasseraquaristik verwendet.

### Weitere Anwendungen
Bei weiteren, teilweise sehr speziellen Anwendungen werden Produkte der Algen, ihre Inhaltsstoffe, ihre Abbaufähigkeiten oder ihre Abbauprodukte verwendet:
- Kieselalgen sind beispielsweise reich an Kohlenhydraten, Fettsäuren, Steroiden und Vitaminen. Diese werden auf vielfältigste Weise, z. B. als Nahrungsergänzungen („Spiruletten“), Verdickungsmittel (Agar) in Kosmetikprodukten oder in der Industrie verwendet.
- Im Abwassersektor können Algen zum Binden von ausgeschwemmten Düngemitteln eingesetzt und selbst wieder als Algendünger verwendet werden. Wie durch andere Pflanzen auch, kann mit ihrer Hilfe Kohlenstoffdioxid (CO2) gebunden werden. Zudem werden Pathogene inkorporiert oder sie sterben in dem Milieu ab, das die Algen während ihres Wachstums produzieren, so dass es zur Trinkwasserdesinfektion im ländlichen Sektor geeignet ist.[15]
- Aktuell erforscht ein Zusammenschluss von Wissenschaftlern der University of Bath, University of Bristol, Cardiff University und der University of Exeter das Potenzial von speziellen Algen, toxische Schwermetalle aus Abwasser, z. B. in Zusammenhang mit stillgelegten Gruben und Bergwerken, zu filtern. Diese wurden bei einem Forschungsprojekt im Kontext einer stillgelegten Zinn-Mine in Cornwall, Großbritannien auf dem dort wachsenden Schilfgras entdeckt, als die Pflanzen im Umfeld der stillgelegten Mine auf Folgen des toxischen Grubenabwassers untersucht wurden.[16]
- Zudem wurden aus Ablagerungen abgestorbener Algen weite Teile der heute verwendeten fossilen Rohstoffe (Erdöl, Erdgas) gebildet.
- Aus Braunalgen lässt sich Alginsäure gewinnen, deren Salze (Alginate) als Verdickungs- und Geliermittel zum Einsatz kommen. Alginat wird auch in der Biomedizintechnik verwendet, zum Beispiel zur Wundabdeckung.[17]
- In einigen medizinischen und alternativmedizinischen Anwendungen kommen aus Algen gewonnene Produkte zur Anwendung.[18]
- Auch lässt sich aus Algen eine hochkristalline Form der Cellulose gewinnen, die zum Beispiel bei der Herstellung von Tabletten eingesetzt werden kann[19] oder als Verstärkungsmaterial für Naturfaserverbundwerkstoffe.[20]
- Algensaft

## Algen als Verursacher von Krankheiten
Einige wenige einzellige Algen aus den Gattungen Prototheca und Helicosporidium können Infektionskrankheiten bei Säugetieren (inklusive Menschen) verursachen, siehe dazu Protothekose.
Einige Algenarten produzieren giftige Stoffwechselprodukte. Diese Algengifte (Algentoxine) können sich über Speisefische, Muscheln und Krebse in der Nahrungskette anreichern. Für den Menschen ist vor allem der Genuss von Muscheln gefährlich, in deren Gewebe sich Algentoxine angereichert haben. Der Genuss von belasteten Muscheln kann Vergiftungserscheinungen wie Durchfall oder Lähmungen hervorrufen und im Extremfall zum Tod führen.

## Filme
- Wald der Meere. Algen in der Bretagne. Dokumentarfilm, 2006, 45 Min., ein Film von Rüdiger Mörsdorf, Produktion: Rüdiger Mörsdorf-Produktion, Saarländischer Rundfunk, Inhaltsangabe von arte
- ARTE: Können Algen die Welt retten? auf YouTube, abgerufen am 20. April 2022 (Aus der Reihe: 42 – Die Antwort auf fast alles).